# Oxyophthalma engaea
Oxyophthalma engaea är en bönsyrseart som beskrevs av Wood-mason 1889. Oxyophthalma engaea ingår i släktet Oxyophthalma och familjen Tarachodidae. Inga underarter finns listade i Catalogue of Life.